# Gaetano Arfé

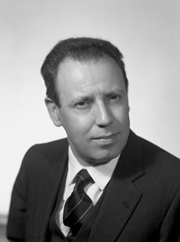
Gaetano Arfé

Gaetano Arfé (Somma Vesuviana, 12 de Novembro de 1925 —  Nápoles, 13 de Setembro de 2007), foi um político italiano, assim como historiador e jornalista. De 1966 a 1976, publicou o Avanti!, o jornal oficial do Partido Socialista italiano, partido de que foi representante no Parlamento Europeu entre 1979 e 1984. 